# Nova Jersey

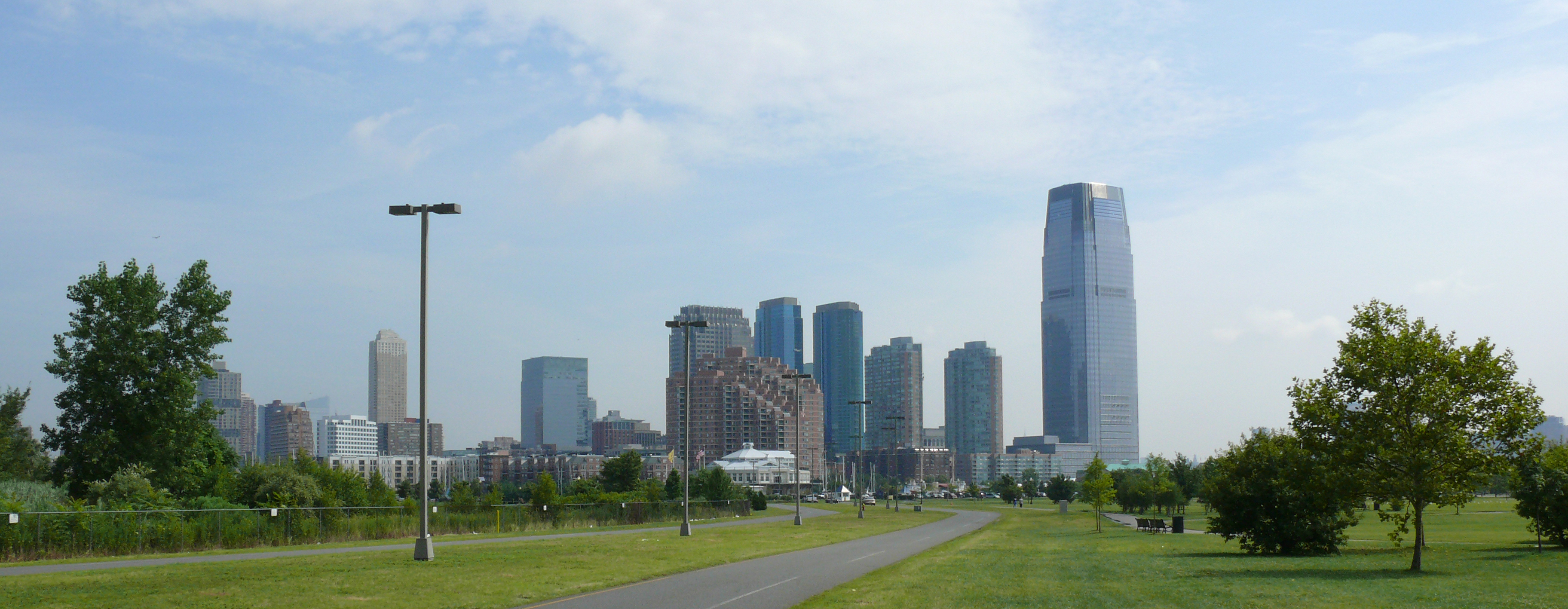
Jersey City, la secona ciutat més gran de Nova Jersey

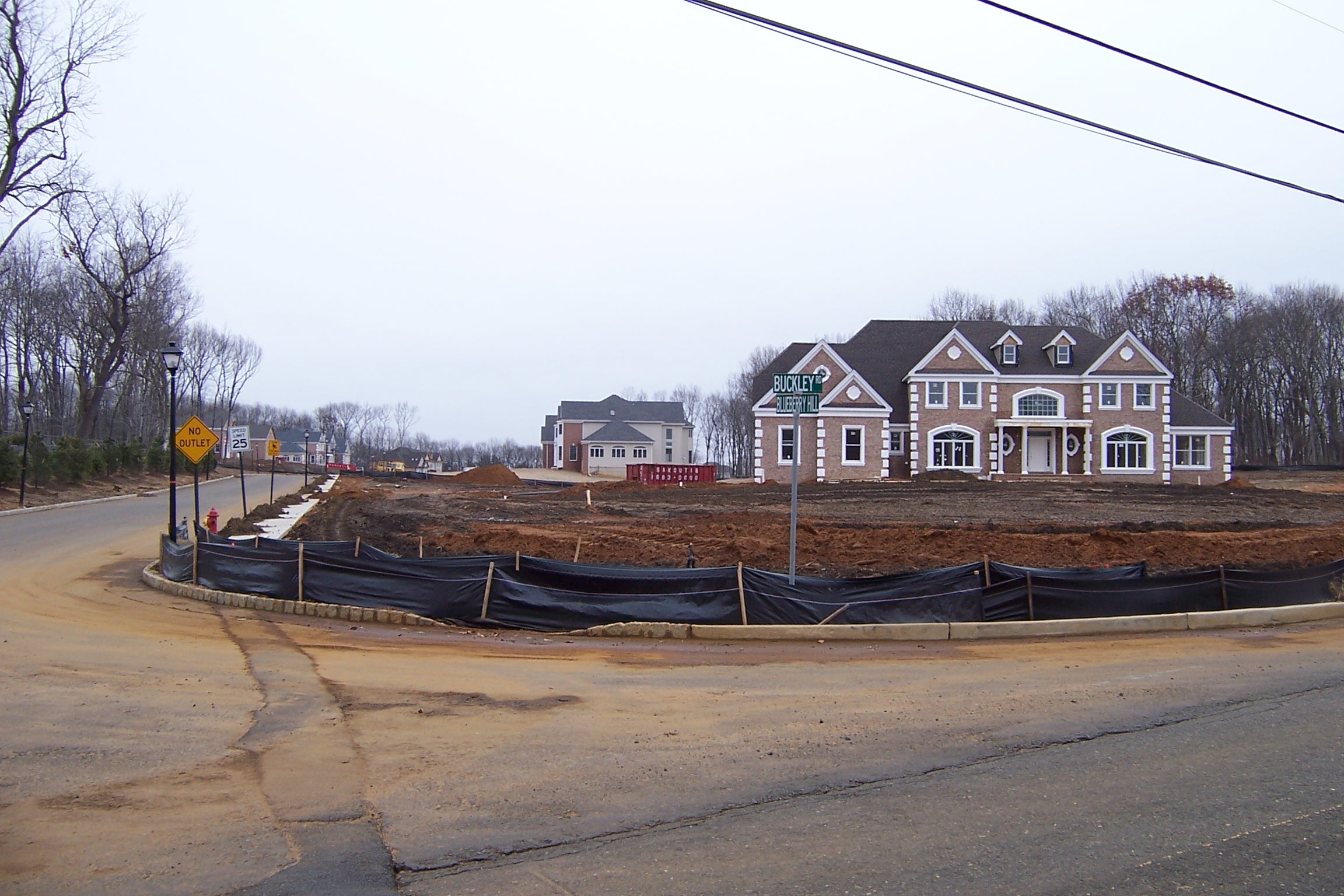
Cases unifamiliars en construcció en una zona residencial a Marlboro Township, situat al comtat de Monmouth, una part distant de la zona metropolitana de la ciutat de Nova York al nord de Nova Jersey

Els 21 comtats de Nova Jersey

Nova Jersey (New Jersey en anglès) és un estat dels Estats Units d'Amèrica. Pren el seu nom de l'illa de Jersey, situada al Canal de la Mànega. L'estat de Nova Jersey està situat al nord-est dels EUA, entre les desembocadures dels rius Hudson i Delaware. Constitueix un estat de la regió de l'Atlàntic Mitjà. Té frontera amb els estats de Nova York, Pennsilvània i Delaware, amb les ciutats de Nova York i Filadèlfia i amb l'oceà Atlàntic. La badia de Delaware es troba al sud i sud-est, mentre que els Apalatxes passen per la cantonada nord-oest de l'estat.
L'estat conté molts extrems. És el segon estat més ric del país en termes de renda mitjana familiar, però les seves ciutats es troben entre les més pobres. Nova Jersey conté centenars de quilòmetres de platges i subministra fruites i verdures fresques a una gran part del nord-est del país (i per tant es coneix com The Garden State). Alhora, és el més densament poblat dels 50 estats dels Estats Units. Newark, a la zona urbana de la ciutat de Nova York, és la ciutat més gran, mentre que Trenton, al riu Delaware i més a prop de Filadèlfia, és la capital.

## Història
Abans de l'arribada dels primers europeus, el territori de Nova Jersey estava ocupat per la tribu dels lenape. Els holandesos s'instal·laren on avui dia es troba la ciutat de Jersey City. Aquests establiments formaven part de la colònia dels Nous Països Baixos, que incloïa també Nova Amsterdam, l'actual ciutat de Nova York. Una colònia sueca (Nova Suècia) existí en aquesta regió entre 1638 i 1654, any en què caigué en mans holandeses.
A partir de 1664, la regió passà sota el control de la Gran Bretanya, que hi trobà poca resistència, a conseqüència de la impopularitat del governador neerlandès Peter Stuyvesant. El rei Carles II d'Anglaterra donà una part de la regió al seu germà (el futur Jaume II). Aquest últim distribuí les terres compreses entre els rius Hudson i Delaware entre dos amics seus, que li romangueren fidels durant la guerra civil: Sir George Carteret i Lord John Berkeley of Stratton. El 18 de març de 1673, Berkeley va vendre la meitat de Nova Jersey als quàquers, que en van fer llur colònia. Entre 1674 i 1702, Nova Jersey va estar dividida en dues províncies: Jersey de l'Oest i Jersey de l'Est. Va formar part de les Colònies Mitjanes.
A la fi del segle xviii, Nova Jersey participà en la Guerra de la Independència dels Estats Units.
L'estiu de 1783, el Congrés Continental es reuní a la Universitat de Princeton, fent d'aquesta ciutat la capital del país durant quatre mesos. Va ser en aquesta ciutat que la notícia de la signatura del Tractat de París (1783) posant fi a la guerra fou coneguda pels responsables polítics nord-americans.
Nova Jersey fou el tercer estat en ratificar la Constitució dels Estats Units i el primer a ratificar la Declaració de Drets. Aquesta darrera ratificació tingué lloc el 20 de novembre de 1789.
L'esclavatge va ser abolit el 15 de febrer de 1804.

## Geografia
Vegeu també Llista de comtats de Nova Jersey

### Principals ciutats
Ciutats de més de 100.000 habitants segons el cens de 2010 (comtat on es localitza entre parèntesis):
- Newark (Essex): 277.140
- Jersey City (Hudson): 247.597
- Paterson (Passaic): 146.199
- Elizabeth (Union): 124.969

Ciutats i altres comunitats d'entre 60.000 i 100.000 habitants segons el cens de 2010 (comtat on es localitza entre parèntesis):
- Edison (Middlesex): 99.967
- Woodbridge (Middlesex): 99.585
- Lakewood (Ocean): 92.843
- Toms River (Ocean): 91.239
- Hamilton Township (Mercer): 88.464
- Trenton (Mercer): 84.913
- Clifton (Passaic): 84.136
- Camden (Camden): 77.344
- Brick (Ocean): 75.072
- Cherry Hill (Camden): 71.045
- Passaic (Passaic): 69.781
- Middletown (Monmouth): 66.522
- Union City (Hudson): 66.455
- Old Bridge (Middlesex): 65.375
- Gloucester Township (Camden): 64.634
- East Orange (Essex): 64.270
- Bayonne (Hudson): 63.024

## Població
Els residents de Nova Jersey es coneixen més comunament en anglès com New Jerseyeans i amb menys freqüència New Jerseyites. L'Oficina del Cens dels Estats Units estima que la població de Nova Jersey va ser 8.899.339 l'1 de juliol de 2013, un augment de l'1,2% des del cens de l'any 2010. Segons el cens de 2010, hi havia 8.791.894 persones que residien a l'estat. La composició racial de l'estat el 2010 va ser:
- 68,6% Blancs
- 13,7% Afroamericans
- 0,3% Amerindis
- 8,3% Asiàtics
- 6,4% Altres races
- 2,7% Persones multiracials

Segons aquest mateix cens, els llatins o hispans (sense tenir en compte llur raça) són el 17,7% de la població de l'estat. Els blancs no hispans van ser el 58,9% de la població el 2011, una disminució del 85% el 1970.
El 2010, els immigrants il·legals constituïen aproximadament el 6,4% de la població o al voltant de 550.000 residents. Aquest és el quart percentatge més alt de qualsevol estat del país.
El 2005 hi havia 1,6 milions de residents nascuts a l'estranger que vivien a l'estat (el 19,2% de la població). Nova Jersey és l'estat més densament poblat, amb 467 persones per quilòmetre quadrat el 2013. És també el segon estat més ric d'acord amb l'Oficina del Cens. Nova Jersey és la llar de més científics i enginyers per quilòmetre quadrat que a qualsevol altra part del món. El 21 d'octubre de 2013, els matrimonis entre persones del mateix sexe van començar legalment a Nova Jersey.
Nova Jersey és un dels estats més diversos ètnica i religiosament al país. Té la segona major població jueva (després de Nova York), la segona major població musulmana (després de Michigan), la major població de peruans als Estats Units, la població més gran dels cubans fora de la Florida, la tercera més alta població asiàtica, i la tercera més alta població italiana del país segons el cens de 2000. Els afroamericans, hispans, àrabs, brasilers i portuguesos també viuen a Nova Jersey en alts percentatges. Els sis grups ètnics més grans el 2012 van ser nord-americans d'origen italià (16,8%), irlandès (15,1%), afroamericà (13,7%), alemany (11,1%), polonès (6,0%) i anglès (5,0%).
Newark, la ciutat més gran de Nova Jersey, va ser el quart més pobre de les ciutats dels Estats Units amb més de 250.000 habitants el 2008. No obstant això, Nova Jersey en el seu conjunt té la renda mitjana segona més alta del país. Això és en gran part pel fet que la gran part de Nova Jersey es compon de comunitats residencials riques a les defores de les ciutats de Nova York i Filadèlfia. Nova Jersey és l'únic estat on tots els comtats es defineixen com "urbans" pel cens.

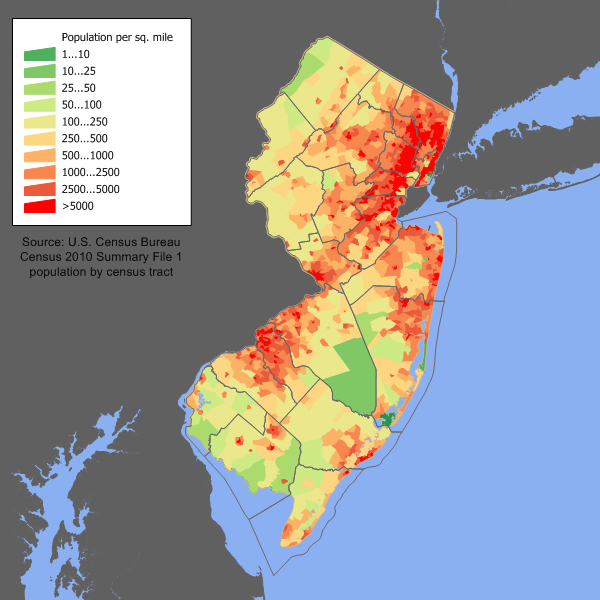
Distribució de la població de Nova Jersey. En vermell les regions més poblades; en verd, les regions menys poblades. Dades de l'any 2010.

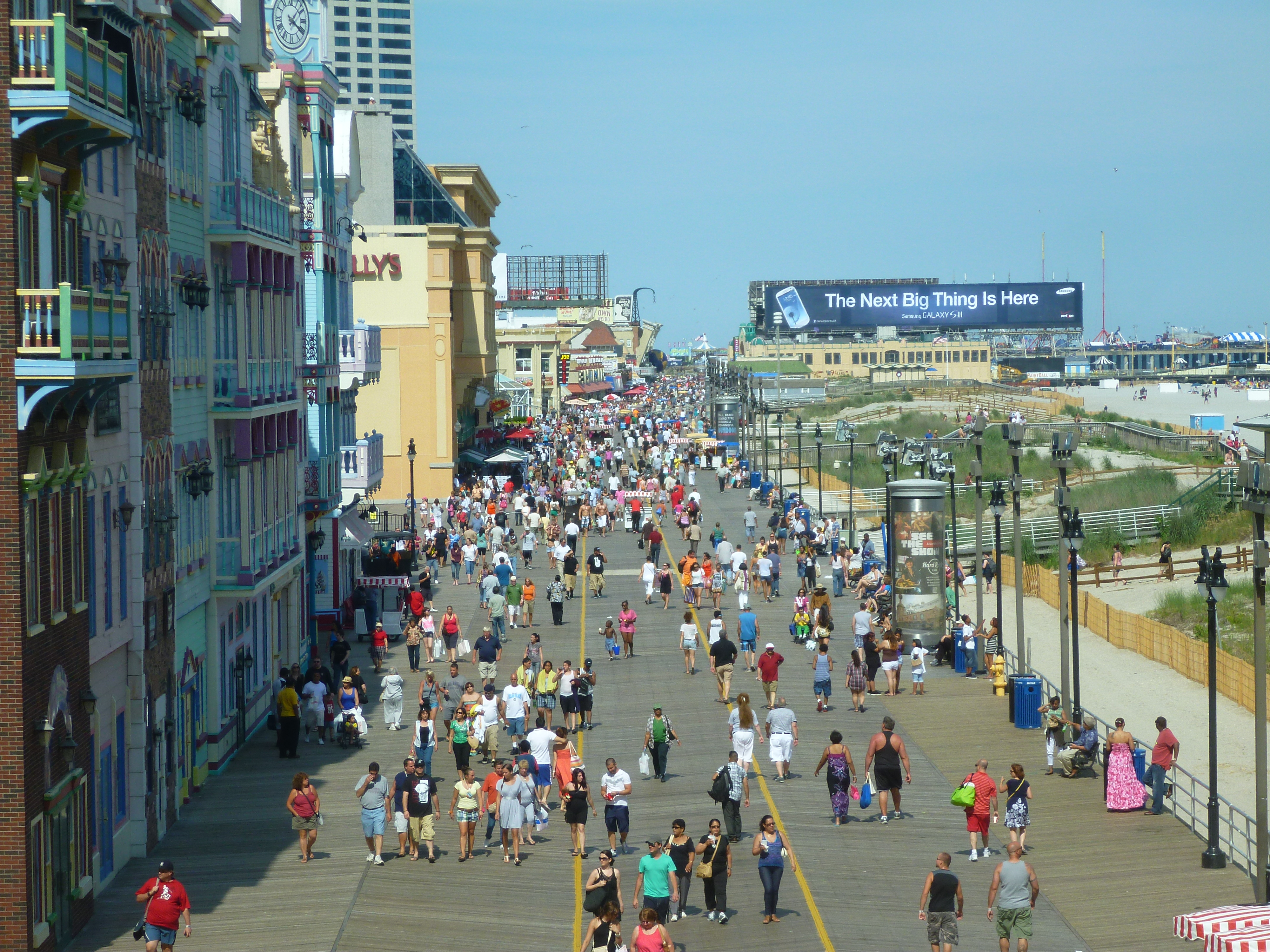
El passeig marítim (Boardwalk) d'Atlantic City (Nova Jersey)

### Religió
L'any 2007, les religions més professades pels habitants de Nova Jersey eren les següents:
- 42% Catolicisme
- 30% Protestantisme
- 6% Judaisme
- 2,5% Altres grups cristians
- 2% Hinduisme
- 1% Islam
- 1% Budisme
- 1,5% Altres religions
- 14% Sense afiliació

## Política
Nova Jersey és un estat industrial de la Costa Est i un antic feu republicà, que als anys vuitanta i noranta esdevingué de majoria democràta.
Nova Jersey és un dels estats més liberals dels EUA. Les enquestes indiquen que la majoria de la població es considera proavortista (pro-choice en anglès) i favorable a la legalització del matrimoni homosexual.

### Un antic feu republicà
En les eleccions federals, Nova Jersey tendeix a votar demòcrata. Ara bé, amb anterioritat havia estat un important feu republicà. Els candidats republicans van ser els més votats pels electors de Nova Jersey a les eleccions presidencials de 1948, 1968 i 1976, totes elles amb resultats molt ajustats a nivell nacional.
Des dels anys 80, l'estat començà a inclinar-se del costat democràta, a mesura que el Partit Republicà adoptava posicions més conservadores i s'orientava cap a una política més centrada en els votants del sud i de l'oest del país. L'últim candidat republicà en guanyar unes eleccions presidencials va ser George H. W. Bush, el 1988.
Abans de les eleccions presidencials de 2004, els sondeigs van donar una altra vegada a Nova Jersey el rol d'estat pivot car el president George W. Bush havia esdevingut popular i semblava poder obtenir la victòria. Tot i així, el 2 de novembre de 2004, el candidat demòcrata John Kerry va obtenir el 52,92% dels vots emesos a l'estat de Nova Jersey, mentre que el president sortint George W. Bush només va rebre el 46,24% dels sufragis. De totes maneres, el resultat del candidat republicà, que fou el més votat a nivell federal, és el millor resultat obtingut per un candidat republicà en aquest estat des de les eleccions presidencials de 1988.

### El domini local dels demòcrates
L'actual constitució de Nova Jersey data de 1947. Aquesta institueix una Legislatura bicameral amb un Senat (40 escons) i una Assemblea (80 escons). Avui dia, el Partit Demòcrata té majoria en totes dues cambres.
El 9 de gener de 2006, els parlamentaris de Nova Jersey votaren, per 55 vots a favor, 21 en contra i dues abstencions, una moratòria de la pena de mort. Això fa del legislador de Nova Jersey el primer de tots els EUA en suspendre l'aplicació de la pena capital des de la represa de les execucions l'any 1976. La pena de mort romandrà suspesa fins que una comissió redacti un informe sobre l'impacte d'aquesta pena sobre la criminalitat.

### Una representació nacional majoritàriament demòcrata
Actualment, els dos senadors que representen Nova Jersey al Senat nord-americà són els demòcrates Robert Menendez I Cory A. Booker. Quant a la representació estatal a la Cambra de Representants dels EUA, sis congressistes són republicans i sis demòcrates.
L'últim senador republicà en ser escollit a Nova Jersey va ser Clifford Case, elegit l'any 1979. Ara bé, durant vuit mesos el republicà Nicholas Brady va ocupar el càrrec de senador en ser nomenat pel governador de Nova Jersey Thomas Kean l'any 1982, després de la dimissió del senador titular Harrison Williams.

## Economia

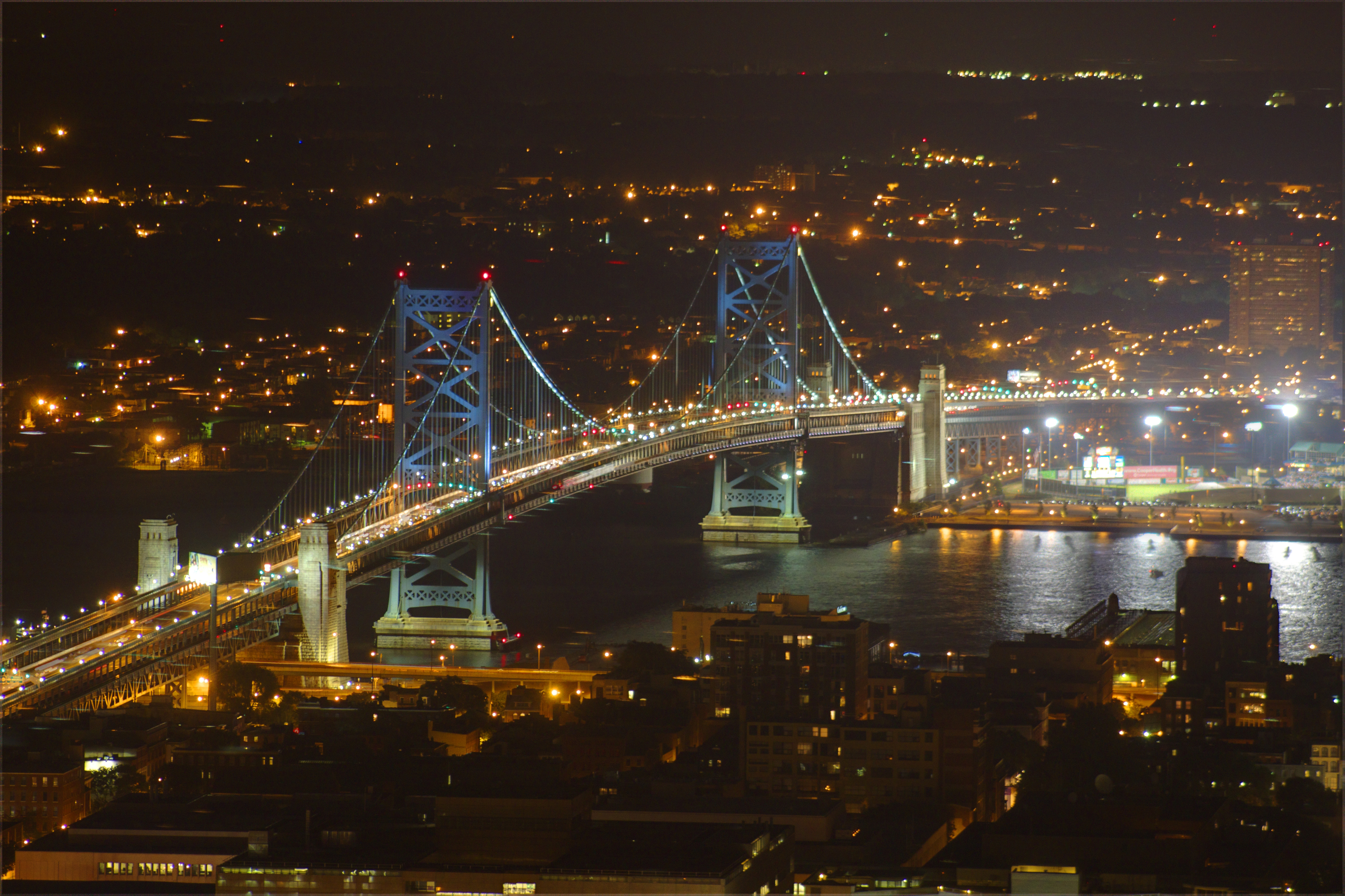
El Pont Benjamin Franklin en travessar el riu Delaware entre Camden (Nova Jersey) i Filadèlfia (Pennsilvània). Més enllà dels automòbils, el pont porta la PATCO Speedline, una línia de rodalies que transporta més de 33.000 passatgers cada dia des de Nova Jersey fins al centre de Filadèlfia.

L'economia de Nova Jersey se centra en la indústria farmacèutica, serveis financers, la indústria química, les telecomunicacions, la indústria alimentària, l'equip elèctric, la impressió i el turisme. El transport marítim és una indústria important a Nova Jersey, a causa de la localització estratègica de l'estat. Nova Jersey alberga la seu de moltes empreses, incloent 24 societats de la llista Fortune 500. Nova Jersey és el segon estat en nombres d'instal·lacions d'energia solar, facilitades per diverses polítiques favorables com el balanç net zero per a l'autoconsum energètic i un programa de certificats d'energia renovable. L'estat compta amb més de 10.000 instal·lacions solars.
Els productes agrícoles de Nova Jersey inclouen cavalls, verdures, fruites i nous, peixos i mariscos, i làctics. Nova Jersey ocupa el segon lloc entre els estats en la producció de nabius blaus, el tercer en nabius vermells i espinacs, i el quart en pebrots, préssecs i enciam. Nova Jersey collita el quart total major d'hectàrees sembrades amb espàrrecs.
Tot i que Nova Jersey és la llar de moltes indústries d'alt consum d'energia, el seu consum d'energia és només el 2,7% del total del país i les seves emissions de diòxid de carboni són només el 0,8% del total nacional. Les seves emissions de gasos amb efecte d'hivernacle relativament baix es poden atribuir a l'energia nuclear. Va entrar en funcionament el 1969 la Central Nuclear d'Oyster Creek situada a Lacey Township al comtat d'Ocean, la més antiga planta nuclear del país encara en operació.
El 1976, els votants de Nova Jersey en un referèndum van aprovar els jocs d'aposta a Atlantic City, on el primer casino legal es va obrir el 1978. En aquest moment, els únics altres casinos als Estats Units es van trobar a Las Vegas. Molts casinos se situen al llarg de l'Atlantic City Boardwalk, el primer passeig marítim als Estats Units, i un dels més llargs del món. Gairebé la meitat de Nova Jersey està coberta per boscos. L'arbre principal dels boscos del nord és el roure. La seva fusta s'ha utilitzat àmpliament en la construcció naval. Una gran part de la zona sud són boscos de pi.

## Símbols de Nova Jersey

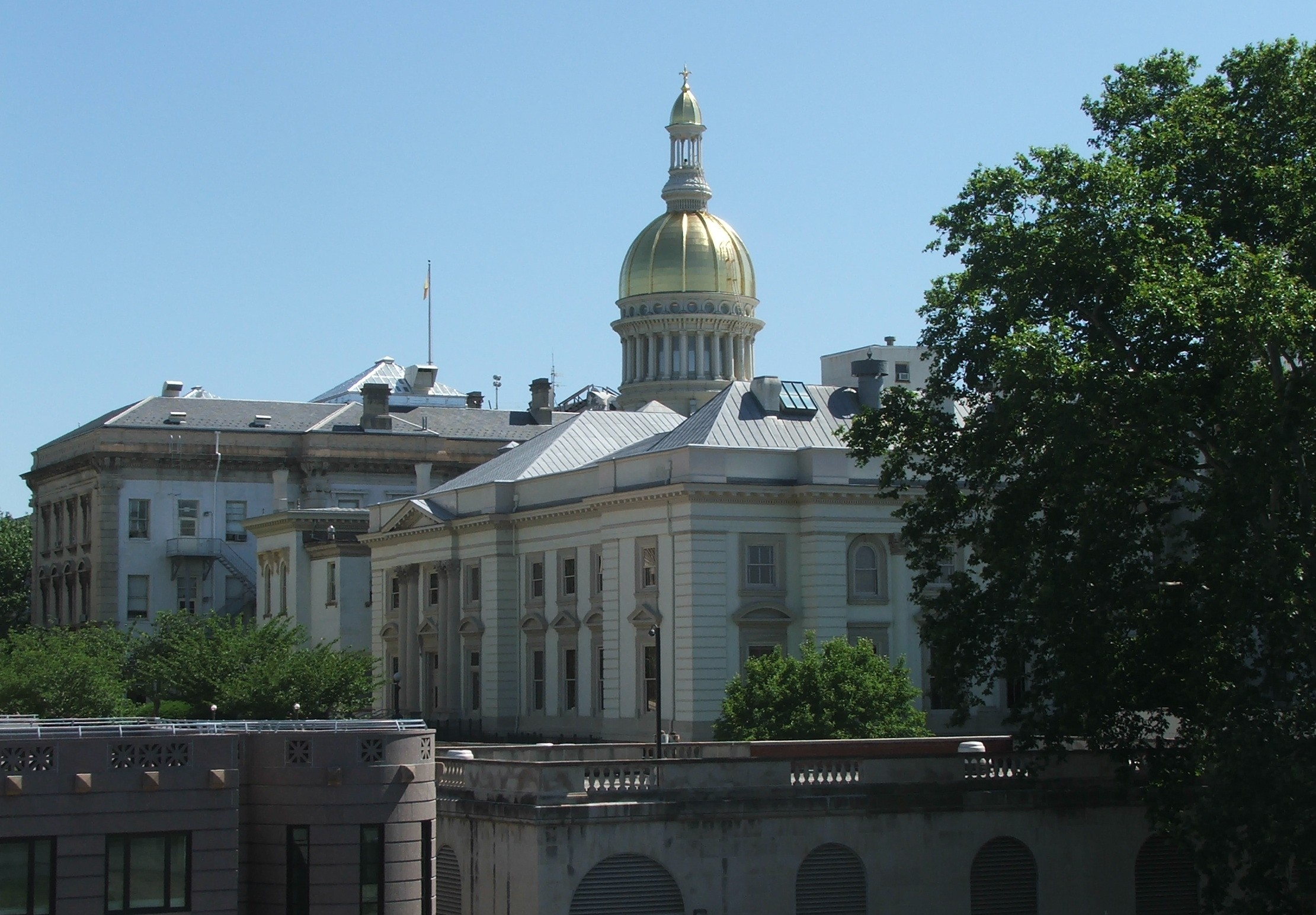
La New Jersey State House a Trenton, la capital de l'estat